# Schlachthof Rheydt

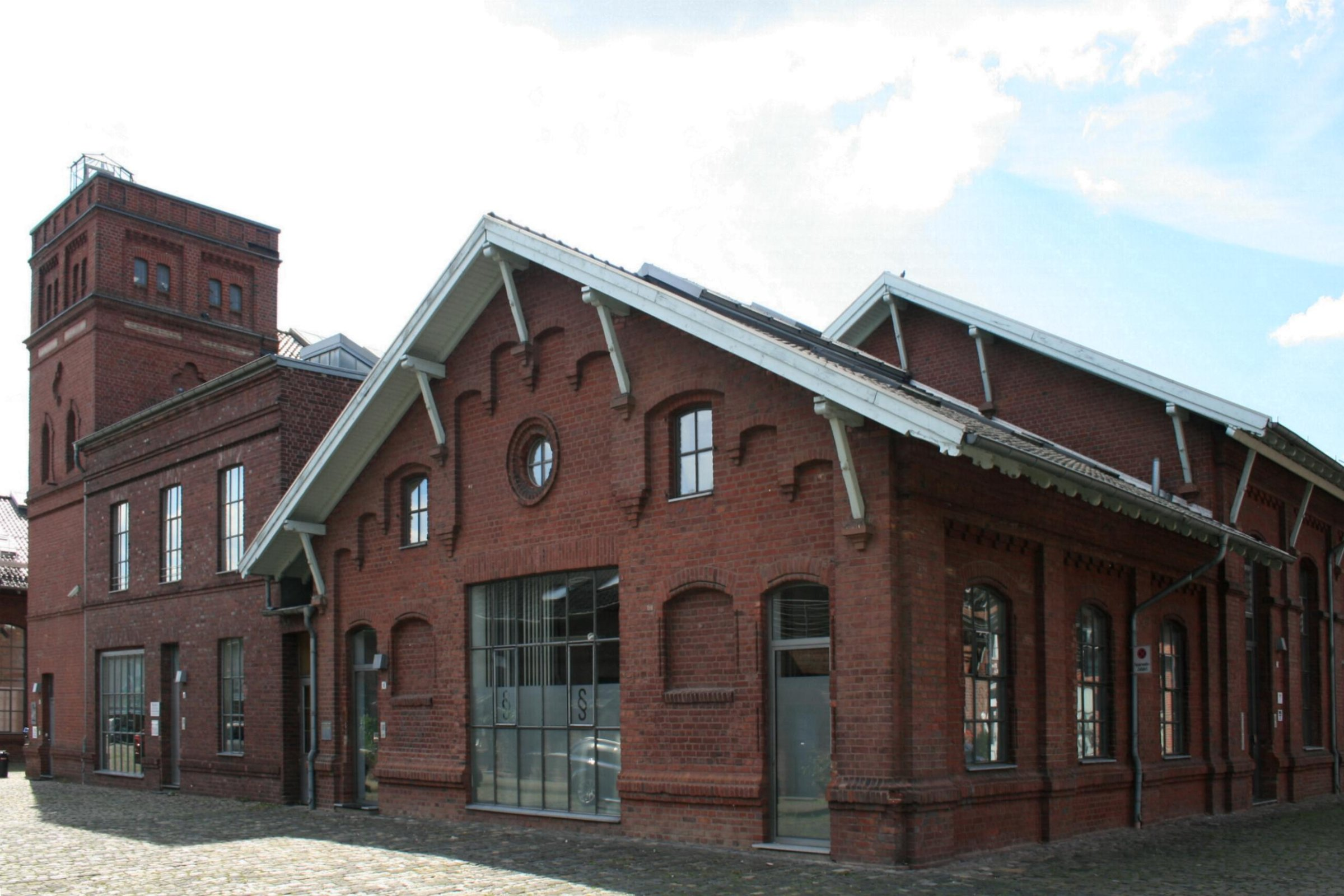
Ehemaliger Schlachthof Rheydt (2010)

Der ehemalige Schlachthof Rheydt steht an der Ecke An der Eickesmühle/Schlachthofstraße im Stadtteil Rheydt in Mönchengladbach (Nordrhein-Westfalen). Er wurde 1892 erbaut und von 1994 bis 1997 saniert. Das Gebäude ist unter Nr. A 044 am 14. September 1993 in die Denkmalliste der Stadt Mönchengladbach eingetragen worden.

## Anlage
Mittelpunkt der Schlachtanlage ist die zentral gelegene Kühl- und Schlachthalle, der die notwendigen Betriebs- und Versorgungseinrichtungen entsprechend zugeordnet wurden. Zur denkmalwerten Anlage des Baukomplexes gehören folgende Gebäude:
- Die beiden, die Einfahrt flankierenden Wohngebäude.
- Der annähernd mittelaxial auf die Einfahrt bezogene Zentralbau (Kühlhaus) mit seinen Bestandsvergrößerungen und Erweiterungen.
- Das rechts anschließende, zurückversetzte Schlachthaus.
- In der Südwestecke das Maschinenhaus mit Materiallager und linksseitiger Erweiterung.
- Das östlich in einer Flucht angrenzende Großviehstallgebäude.
- Das an der südöstlichen Grundstücksgrenze angegliederte Lager- und Darmschleimereigebäude.
- Die in östlicher Richtung hinter dem Zentralbau liegende Halle für die Kaldaunenwäsche.
- Nördlich gegenüber der Längsseite des Kühlhauses das langgezogene Kantinengebäude.

## Architektur
Alle Gebäude des Schlachthofkomplexes sind homogen in zeittypischer Backsteinarchitektur ausgeführt. Die zur Fassadengliederung- und dekoration verwendeten Stilelemente sind dabei vorwiegend dem romanischen Kirchenbau entnommen. Abgesehen von den beiden Wohnhäusern und dem Maschinengebäude sind alle Hallen dem gleichen Gliederungsschema verpflichtet: Vertikalgliederung durch flach aufgelegte Lisenen und gleichmäßige Reihung der hochausgebildeten, stichbogig überdeckten Fensteröffnungen. Die Horizontalgliederung übernehmen Sockel-, Stockwerkgesimse und Friesbänder. Partiell ornamentale Auszeichnung durch Rundbogenfriese und Klötzchenfries.
Vereinzelt Anreicherung durch Dreiecksgiebel. Mäßig steile Satteldächer über weit vorkragendem Konsolgesims schließen die Gebäude ab.

### Wohngebäude (65/249= Schlachthofstr. 2; 4; 41) (65/287= Schlachthofstr. 39)
Die beiden straßenseitigen Wohngebäude lassen mittig die Toreinfahrt frei. Im Prinzip von gleichen Gestaltungskriterien, ist die Ausführung im Detail doch differenzierend. Das rechts die Einfahrt flankierende Wohnhaus ist dreigeschossig auf niedrigem Kellersockel errichtet. Dekorative Fassadenakzentuierung durch mittig risalitartig herausgestellten Mauervorsprung mit überkrönendem Schwebegiebel. Fensterachsen in rhythmisierter Anordnung; die beiden mittleren zusammengerückt.
Horizontal gegliedert ist es im Erdgeschoss durch umlaufende Gesimse in kombinierter Verwendung von „Sägezahn“ und Rundbogen; das Obergeschoss ist abgesetzt durch einfach profiliertes Gurtgesims und angedeutete Friesstreifen mittels aus der Wand hervortretender Läuferschichten. Fenster mit Segmentstürzen, zum Teil mit originaler Sprossenteilung. Hohes Walmdach auf weit vorkragendem Traufgesims als Abschluss.
Das linke Wohnhaus ist nur zweigeschossig und auf rechteckigem Grundriss bei drei Fensterachsen insgesamt kleiner dimensioniert. Auch hier mittige Betonung der Fassade durch einen erkerartigen, unterhalb des Gurtgesimses ansetzenden Wandvorsprung, der von einem Schwebegiebel überkrönt wird (Straßenfront und Westseite des Hauses).

### Zentralgebäude (ehem. Kühlhaus) (65/255= An der Eickesmühle 8;10;12;18;24;26;28;38;40)
Östlich des Haupteinganges liegt das Zentralgebäude. Es handelt sich um einen eingeschossigen Gebäudekomplex in unregelmäßiger Gliederung, der die in verschiedenen Bauphasen erfolgten Erweiterungen widerspiegelt. Links ein schmales, langgestrecktes Rechteck von fünf Achsen in Traufenstellung, dem sich rechts eine dreiachsige, giebelständige Halle mit einem die Symmetrieachse betonenden ädikulaähnlichen Vorbau anschließt. Die Längsfronten sind analog der Vorderseite gegliedert; die dort teilweise als Blendkonstruktion formulierten Fenster sind hier in vollem Format ausgeführt.

### Schlachthaus (65/254= An der Eickesmühle 30;32;34)
Durch eine Überdachung der neuesten Zeit (nicht zur denkmalwürdigen Substanz gehörend) ist die zurückversetzte, giebelständige „Großviehschlachthalle“ mit dem identisch gestalteten Gebäudeabschnitt des Zentralgebäudes verbunden. Die Längsfront ist durch acht Fenster- bzw. Türöffnungen belichtet. Die mittelaxial erschlossene Giebelrückseite schließt mit einem Stufengesims ab. Die funktionale Differenzierung der an die Ursprungshalle angegliederten Erweiterungsbauten wird konzentriert an der Rückfront des Zentralgebäudes ablesbar. An die giebelständige Schweineschlachthalle schließt sich das traufständige Kesselhaus mit rechteckigem Turmgebäude an. Der kompakte Turmschaft ist fensterlos; die durch Gesimsbänder gegliederten Obergeschosse sind auf jeder Seite durch je zwei paarweise gekoppelte Fensteröffnungen belichtet und durch ornamental ausgestaltete Blendfenster geschmückt.

### Maschinenhaus und Materiallager (65/250= An der Eickesmühle 43;45;47;49)
Abseits dieses Komplexes liegt im südlichen Eckbereich die ehemalige Maschinenhalle. Zwei risalitartig vorgezogene, von Dreiecksgiebeln überkrönte Gebäudeabschnitte fassen einen langgestreckten Baukörper von fünf Achsen ein. Jeder Bauabschnitt ist streng axialsymmetrisch gegliedert und jeweils durch ein zweiflügeliges Tor erschlossen. Die gleichförmig hochrechteckigen Fenster sind scheitrecht überdeckt und regelmäßig angeordnet. Ein jeweils flach geneigtes Satteldach schließt die einzelnen Gebäudeteile ab. Links schließt sich das niedriger dimensionierte Materiallager an. Drei gleichförmig ausgebildete Rechteckfenster in gleichen Abständen öffnen die Fassade; ein Flachdach als Gebäudeabschluss.

### Stallgebäude (65/251= An der Eickesmühle 39;41)
Östlich, einer Fluchtlinie folgend, ist der ehemalige Großviehstall angeordnet. Der zweigeschossige Backsteinbau ist traufständig in axialsymmetrischer Gliederung angelegt; die Mittel-/Eingangsachse giebelständig mit spitzem Dreiecksgiebel akzentuiert. Sieben gleichförmig segmentbogig abschließende Fenster- und Türöffnungen belichten das Erdgeschoss; die Fenster des Obergeschosses sind schmaler dimensioniert und jeweils paarweise in einer Achse gekoppelt. In der breiteren Eingangsachse ein Drillingsfenster, das im Giebelfeld von einem Ochsenauge überkrönt wird.

### Lager und ehemalige Darmschleimerei (65/280= An der Eickesmühle 27;29)
Langgestrecktes Gebäude von anderthalb Geschossen in unregelmäßiger Achsengliederung. Sechs Fenster- oder Türöffnungen in differenzierender Ausführung und Gestalt unterteilen die Fassade; in der dritten rechten Achse ein Blindfenster. Unter dem weit vorkragendem Konsolgesims belichtet in jeder Achse ein kleines Segmentbogenfenster das Halbgeschoss.

### Halle der ehemaligen Kaldaunenwäsche (65/261= An der Eickesmühle 21;23)
Langgestrecktes Gebäude von sieben, lisenengefassten Achsen. In der linken Achse rechts neben einem Blindfenster eine Türöffnung, die sich in der Mittelachse wiederholt. Die verbleibenden fünf Achsenfelder sind jeweils durch ein hochformatiges Zwillingsfenster geöffnet. Auf dem Dach eine breit gelagerte Lüftungslaterne mit flachem Dachabschluss.

### Kantinengebäude (65/259= An der Eickesmühle 13)
Nördlich gegenüber der Längsseite des Kühlhauses liegt das in Traufstellung errichtete Kantinengebäude als Kopfbau eines langgestreckten Gebäudetraktes. Zusätzliche Betonung und Gliederung der durch vier Segmentbogenfenster und zwei Eingänge geöffneten Fassade durch einen Schwebegiebel über einer sich zu einem kleinen Austritt öffnenden Ladeluke.
Die originalen Bodenbeläge (Pflaster) der Wegeführungen sind mit in die zu schützende Substanz einzubeziehen.